# Toa Đô
Toa Đô (tiếng Mông Cổ: ᠰᠦᠭᠡᠲᠦ, Chuyển tự Latinh: Sügetü, tiếng Trung: 唆都; ?–1285) là một viên tướng Mông Cổ dưới triều nhà Nguyên thế kỷ 13.

## Tại chiến trường Trung Quốc
Theo Nguyên sử, Toa Đô là người của bộ tộc Trát Lạt Diệc Nhi (bộ tộc Jalair ngày nay). Toa Đô kiêu dũng thiện chiến, được tuyển vào lực lượng túc vệ, tham gia chiến đấu lập được quân công. Chức vụ quan trọng đầu tiên của Toa Đô là chức thiên hộ, chỉ huy hơn 1 nghìn quân bảo vệ Thái Xuyên.
Năm Chí Nguyên thứ 5, Aju vây Tương Dương, cử Toa Đô tuần tiễu. Toa Đô đoạt được một loạt trại của quân Tống, có trận tự mình chém được hơn 300 thủ cấp quân Tống. Năm Chí Nguyên thứ 9 (1272), quân Nguyên tấn công Phàn Thành. Toa Đô được cử làm tiên phong, lập được công và được trọng thưởng. Sau đó, trong các chiến dịch ở Giang Nam, Toa Đô tiếp tục lập nhiều quân công, được cấp trên chú ý và cất nhắc lên các chức như tham tri chính sự hành tỉnh Phúc Châu, rồi tả thừa hành tỉnh Tuyền Châu.

## Tại chiến trường Chiêm Thành
Năm 1281, Toa Đô được cử làm hữu thừa hành tỉnh Chiêm Thành. Tháng 12 năm 1282, Toa Đô chỉ huy một hạm đội 20 vạn quân với 1 ngàn thuyền xuất phát từ Quảng Châu đi tấn công Chiêm Thành. Đây là một phần của kế hoạch giáp công đánh Đại Việt, theo đó Toa Đô sau khi đánh xong Chiêm Thành sẽ từ phía Nam đánh lên. Còn đại quân của Thoát Hoan sẽ từ phía Bắc đánh xuống.
Ngày 30 tháng 12 năm 1282, quân Toa Đô đến bờ biển gần kinh đô Vijaya của Chiêm Thành. Toa Đô cử sứ giả đi dụ hàng, nhưng vua tôi Chiêm Thành không tuân phục. Mãi đến ngày 13 tháng 2 năm 1283, Toa Đô mới ra lệnh đánh. Toa Đô chia quân làm 3 cánh. Cánh chủ lực gồm 3 nghìn quân do đích thân Toa Đô chỉ huy chia làm 3 mũi tấn công vào mặt phía Nam của một tòa thành gỗ (Thành Thị Nại) mà quân Chiêm Thành đang giữ để bảo vệ kinh đô. Cánh thứ hai tấn công mặt Bắc. Cánh thứ ba tấn công mặt Đông. Tuy nhiên, chưa ra trận thì quân Toa Đô đã gặp phải tai ương biển động, khiến thuyền quân Nguyên bị vỡ tan tành, mười phần thì đã mất đến 7, 8 phần. Tuy tổn thất nặng vậy mà chỉ đến chiều tối hôm ấy, quân Nguyên đã chiếm được tòa thành gỗ này một cách dễ dàng.
Ngày 17 tháng 2 năm 1283, Toa Đô tiếp tục tiến đánh kinh đô Vijaya. Ngày 21, quân Toa Đô tiến vào kinh thành sau khi quân Chiêm Thành đã bỏ chạy khỏi kinh đô, rút lên núi rừng.
Vua Chiêm Thành là Indravaman V bèn sai sứ, giả là vua đến thương thuyết hoãn binh, rồi xin hàng với Toa Đô. Toa Đô mắc lừa không truy kích quân Chiêm Thành nữa, giúp Chiêm Thành có thời gian khoảng 1 tháng để chấn chỉnh và tăng cường lực lượng của mình.
Kế của Chiêm Thành thành công, nên khi Toa Đô sực tỉnh lại và bắt đầu đánh tiếp vào ngày 16 tháng 3 năm 1283, quân Chiêm Thành dựa vào rừng núi, kháng cự quyết liệt, đạo quân Toa Đô phải chiến đấu rất vất vả. Rốt cuộc, Toa Đô cũng phải rút quân khỏi kinh đô Vijaya và ra bờ biển (Quy Nhơn ngày nay) lập trại. Quân lính của Toa Đô bỏ trốn rất nhiều.
Do lương thực hết, do viện binh đã xin mà không sang, Toa Đô quyết định rút quân lên miền Bắc Chiêm Thành, gần biên giới với Đại Việt, xây thành gỗ, mở đồn điền sản xuất lương thực. Điều này khiến cho đạo quân tiếp viện do Qutuqu (Hốt Đô Hốt hoặc Hốt Đô Hổ), Omar (Ô Mã Nhi) chỉ huy tới Quy Nhơn không gặp được Toa Đô; sau đạo quân này bị đắm thuyền rất nhiều vì bão.
Mãi tới đầu năm 1285, Toa Đô mới rời Chiêm Thành tiến vào Đại Việt để phối hợp tác chiến với Thoát Hoan.

## Tại chiến trường Đại Việt
Việt Nam sử lược chép rằng, năm 1285 khi đại quân nhà Nguyên tiến vào Đại Việt, là lúc Toa Đô rời Chiêm Thành, dẫn quân tiến lên phía Bắc tạo thế gọng kềm với Thoát Hoan. Đầu tháng 3 năm 1285, Toa Đô đánh vào vùng Bố Chính của Đại Việt (Quảng Bình ngày nay) rồi tiến ra Nghệ An, đánh bại quân của Trần Nhật Duật. Trần Kiện phản bội, dẫn đường cho quân Toa Đô đánh quân của Trần Quang Khải ở Thanh Hóa. Quân Đại Việt bị thiệt hại nặng. Chưa đầy nửa tháng, Toa Đô đã chiếm được cả vùng Thanh-Nghệ.
Sau khi chiếm được Thanh-Nghệ, Toa Đô dẫn quân ra Trường Yên (Ninh Bình). Biết cánh quân Toa Đô đói khát đã lâu, Thoát Hoan lệnh cho Toa Đô đóng ở Trường Yên kiếm lương thực. Vào nửa cuối tháng 3 năm 1285, khi được tin vua quan Đại Việt đã đi đường biển về Thanh Hóa, Thoát Hoan lệnh cho Toa Đô dẫn quân quay lại Thanh Hóa truy đuổi. Ô Mã Nhi được lệnh của Thoát Hoan xuống hỗ trợ Toa Đô. Tuy nhiên Toa Đô không tìm được các vua Trần. Sau khi quân Đại Việt chỉnh đốn xong lực lượng lại từ Thanh Hóa đánh ra Bắc vào khoảng đầu tháng 5 năm 1285.
Tháng 5 năm 1285, Toa Đô và Ô Mã Nhi dẫn quân từ Thanh Hóa theo đường biển vào sông Hồng định lên Thăng Long hợp quân với Thoát Hoan. Trần Nhật Duật giáp chiến Toa Đô tại Hàm Tử. Toa Đô thua, phải lùi ra cửa Thiên Trường. Trần Nhật Duật được lệnh tiếp tục ngăn không cho cánh quân của Toa Đô hợp quân với Thoát Hoan. Trong khi đó, Trần Quang Khải, Phạm Ngũ Lão, Trần Quốc Toản tấn công thủy quân Nguyên đóng ở bên Chương Dương ngoài thành Thăng Long. Quân Đại Việt thắng lợi, liền tiến sát chân thành Thăng Long. Thoát Hoan dẫn quân ra ngoài thành đánh bị thua, bỏ thành rút chạy về phía Bắc sông Hồng.
Toa Đô không biết Thoát Hoan đã rút lui, cứ tiến quân vào đóng ở sông Thiên Mạc (đoạn sông Hồng ở Hưng Yên). Đến khi hay tin Thoát Hoan đã rút, Toa Đô liền lùi về đóng ở Tây Kết (Khoái Châu). Ngày 24 tháng 6 năm 1285, thượng hoàng Trần Thánh Tông, hoàng đế Trần Nhân Tông trực tiếp chỉ huy quân đánh Toa Đô. Toa Đô và Ô Mã Nhi thua, bỏ thuyền đi đường bộ ra phía biển. Trên đường chạy, Toa Đô bị quân Đại Việt bao vây, bị trúng tên chết. Ô Mã Nhi thì chạy thoát về Thanh Hóa. Theo Đại Việt sử ký toàn thư, vua Trần Nhân Tông trông thấy thủ cấp của Toa Đô thì cởi áo ngự phủ lên và nói "người làm tôi phải nên như thế này" rồi sai người khâm liệm tử tế.